# Пелагија Тарска
Света Пелагија Тарсанка је била хришћанска мученица. 
Рођена је у граду Тарсу. Родитељи су јој били незнабошци, али знаменити и богати. Када је чула од хришћана за Христа и за спасење душе, она се испунила љубављу према Њему и у души је била сва хришћанка. У то време је било велико гоњење хришћана. Цар Диоклецијан се зауставио у Тарсу и за време његовог бављења у том граду његов син, царевић, заљубио се у Пелагију, и хтео ју је узети за жену. Пелагија је одговорила да се она већ обрекла своме небесном Женику, Христу Господу. Бежећи од царевића и од своје мајке која ју је приморавала на брак, Пелагија је нашла епископа Клинона, човека знаменита због своје светости. Он ју је поучио у вери хришћанској и крстио. Тада је Пелагија раздала своје раскошне хаљине и много богатства, вратила се дому и рекла мајци, да је она већ крштена. Чувши за ово царев син, изгубивши сваку наду да ће моћи добити ову свету девицу за жену, пробоо се мачем и умро. Тада је мајка сама оптужила цару своју ћерку и предала му је на суд. Цар се задивио лепоти девице, и заборавивши на свога сина, распалио се страшћу на њу. Међутим како је Пелагија остала непоколебљива у својој вери, осуди је цар на спаљење у металном волу, усијаном од огња. Када су је мучитељи обнажили, света Пелагија се прекрстила и са благодарном молитвом Богу, сама ушла у усијаног вола. Пострадала је чесно 287. године. Преостатак њених костију добавио је епископ Клинон и сахранио на брду под једним камен. За време владавине цара Константина Копронима (741-775) на томе месту је саграђена црква у част свете девице и мученице Пелагије.
Православна црква слави је 4. маја по јулијанском, а 17. маја по грегоријанском календару.